# Martial Fougeron
Pour les articles homonymes, voir Fougeron.
 (février 2025).
Si vous disposez d'ouvrages ou d'articles de référence ou si vous connaissez des sites web de qualité traitant du thème abordé ici, merci de compléter l'article en donnant les références utiles à sa vérifiabilité et en les liant à la section « Notes et références ».
Martial Fougeron est un réalisateur et scénariste français, né à Strasbourg.

## Biographie
Fondateur de la troupe de théâtre ArtScène en 1984, il met en scène les textes de Dino Buzzati. En 1997, il réalise sa première fiction vidéo Oranges et pamplemousses. Le film est remarqué dans les Festivals de Paris, Lisbonne, Marseille, Turin, Bruxelles, Milan, Sao Paulo... Ses courts-métrages Je vois déjà le titre, Finie la comédie et Une voix d'homme obtiennent de nombreuses récompenses dont le prix de la Première œuvre au Festival européen de Brest en 1999 et le prix Humanité et condition humaine au Festival du court-métrage d'Altkirch en 2001. Martial Fougeron est lauréat d'Émergence en 2003, une résidence artistique permettant d'être accompagnés sur de premières réalisations, où il réalise deux autres courts-métrages dont Il y a longtemps que je t'aime, voix off avec Nathalie Baye et Olivier Gourmet. Il réalise en 2006 son premier long métrage, Mon fils à moi, qui revient sur la relation castratrice et étouffante entre une mère et son jeune fils. Le film fait l'ouverture du Festival Premiers Plans d'Angers en 2007. Il est également sélectionné dans une vingtaine de festivals internationaux. Pour cette œuvre, le réalisateur remporte la Coquille d'or du meilleur film au Festival de Saint-Sébastien où Nathalie Baye reçoit également le Prix d'interprétation féminine. Le film est vendu dans plus de vingt-cinq pays et sort en salles en France en mars 2007.

## Filmographie
- 1997 : Oranges et Pamplemousses
- 1999 : Je vois déjà le titre (court métrage)
- 2000 : Finie la comédie (court métrage)
- 2001 : Une voix d'homme (court métrage)
- 2003 : Il y a longtemps que je t'aime, voix off (court métrage)
- 2003 : cambouis (court métrage)
- 2007 : Mon fils à moi[1]